# زوبناتیتسا
زوبناتیتسا (به صربی: Zobnatica) یک منطقهٔ مسکونی در صربستان است که در Bačka Topola Municipality واقع شده‌است. زوبناتیتسا ۳۰۹ نفر جمعیت دارد.